# Pier Maria II de' Rossi

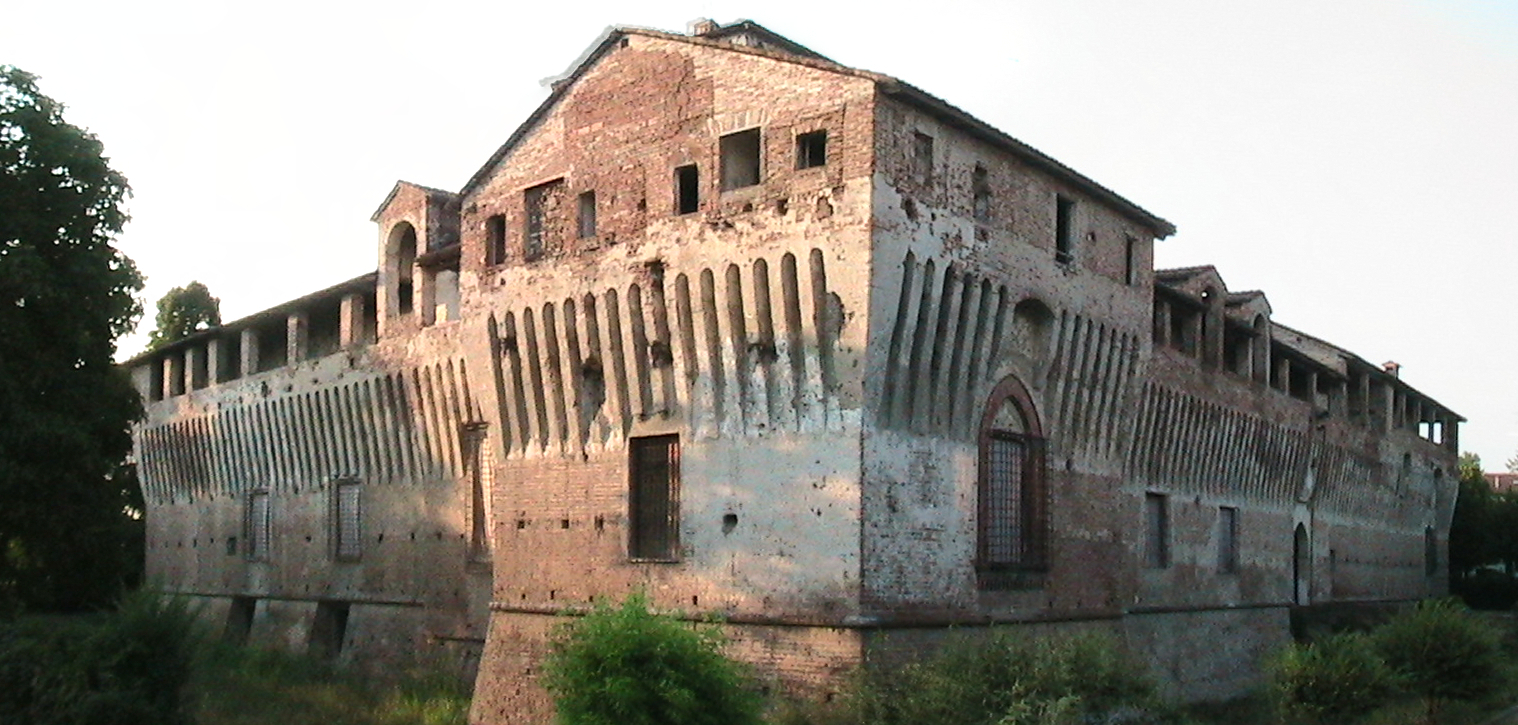
La rocca dei Rossi di Roccabianca, fatta erigere da Pier Maria II in onore di Bianca Pellegrini.

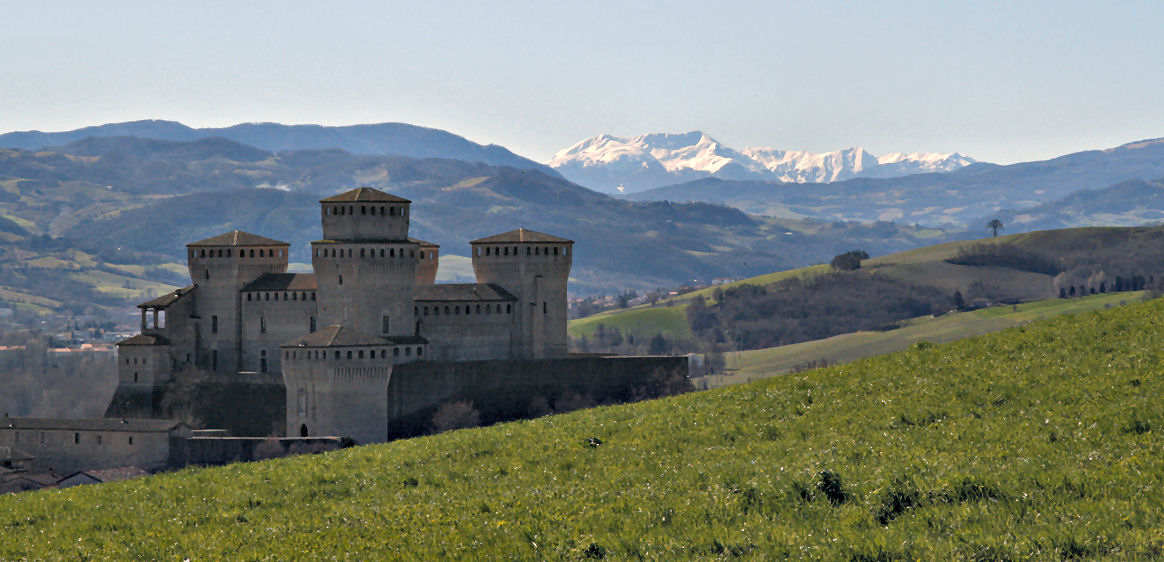
Il castello di Torrechiara, fatto erigere da Pier Maria II.

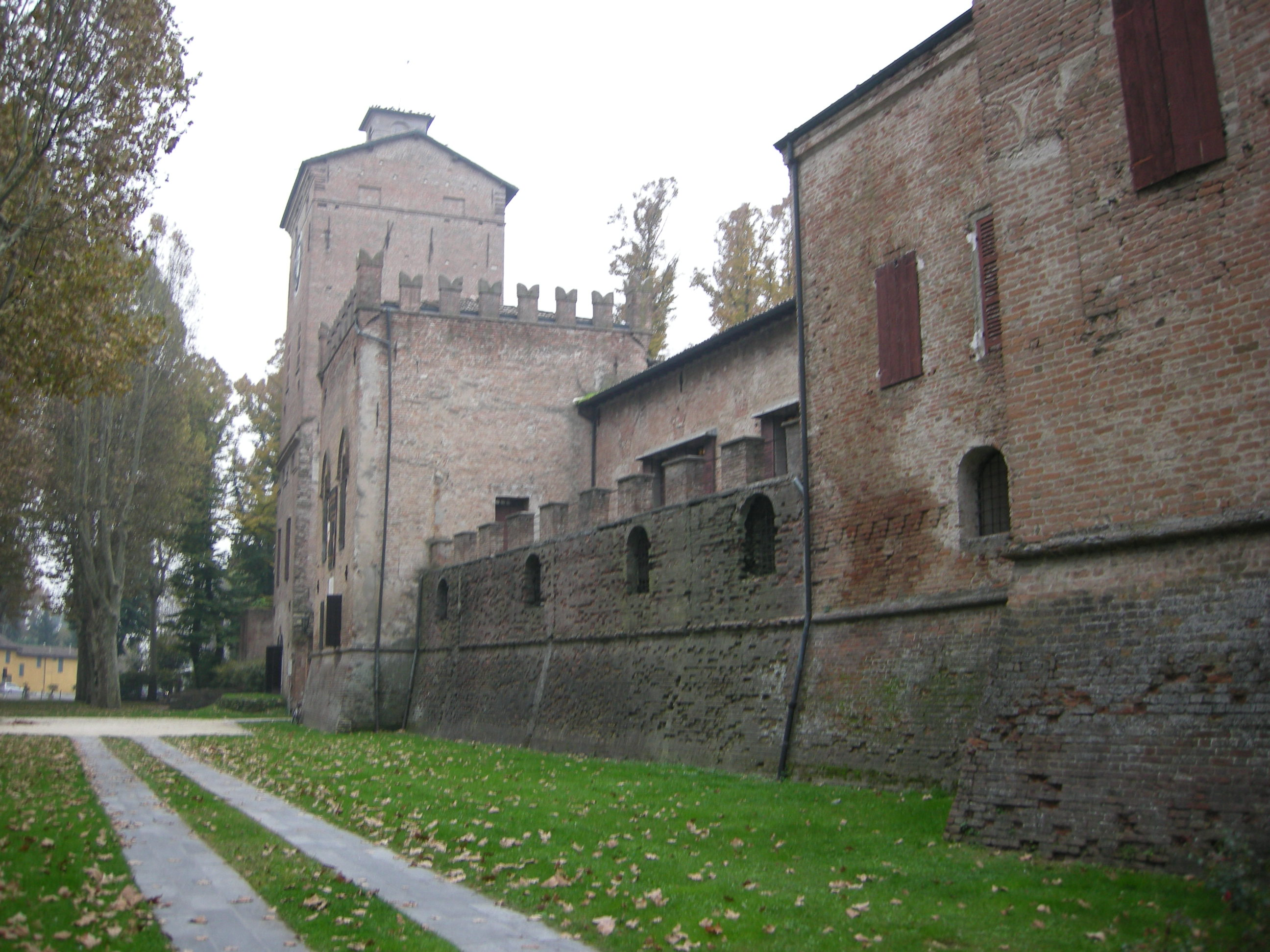
La rocca dei Rossi di San Secondo, residenza principale di Pier Maria II.

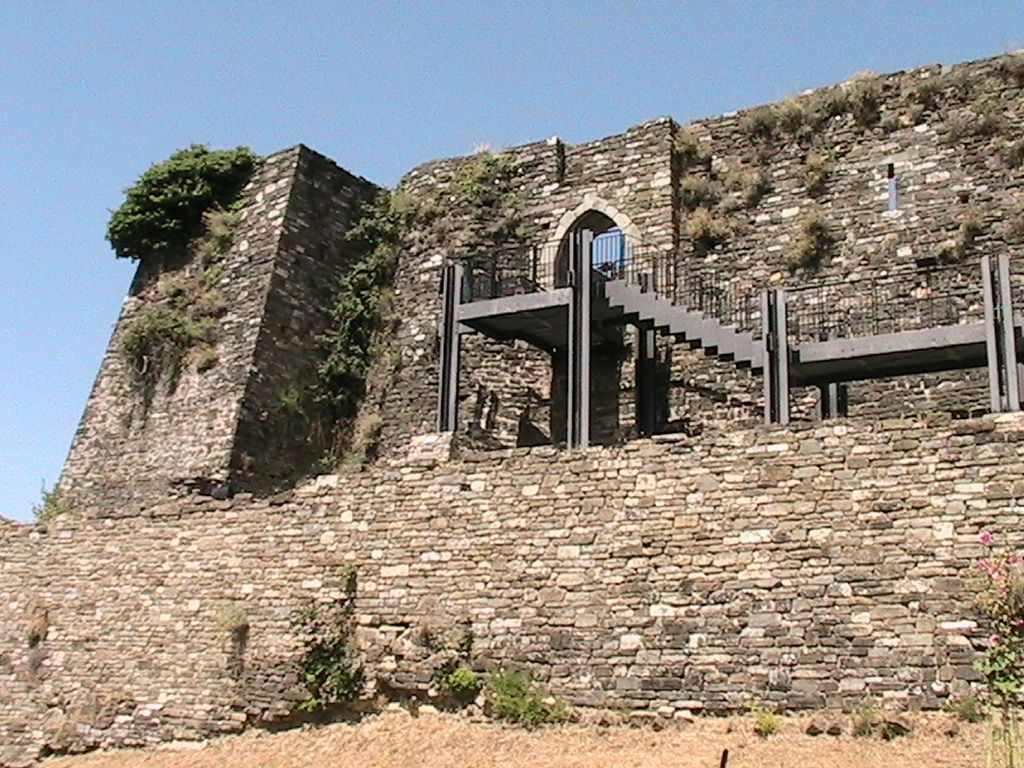
Il castello di Berceto, luogo di nascita di Pier Maria II.

Pier Maria II de' Rossi, detto il Magnifico e meglio noto come Pier Maria Rossi (Berceto, 25 marzo 1413 – Torrechiara, 1º settembre 1482), è stato un condottiero italiano e conte di San Secondo, dove si trova la rocca dei Rossi.

## Biografia
Nacque il 25 marzo 1413 nel castello di Berceto da Pier Maria I de' Rossi e Maria Giovanna Cavalcabò. All'età di 15 anni sposò Antonia, figlia di Guido Torelli conte di Montechiarugolo, dalla quale ebbe dieci figli, sette maschi e tre femmine.
Messo dal padre al servizio del duca di Milano Filippo Maria Visconti, combatté cinque volte contro la repubblica di Venezia, meritando lodi per il valore dimostrato. Successe al padre Pietro alla guida dei feudi di famiglia nel 1438.
Alla morte di Filippo Maria Visconti, avvenuta nel 1447, Pier Maria si schierò dalla parte di Francesco Sforza, favorendone l'insediamento e spingendo Parma a mettersi sotto la sua signoria. Quando, sempre nel 1447, Francesco Sforza cinse d'assedio Piacenza, i parmigiani nominarono Pier Maria Rossi loro capitano. Egli espugnò tutti i castelli e le fortezze che erano stati tolti al Comune durante l'oppressiva dominazione di Ottobuono de' Terzi, e quando rientrò a Parma venne accolto come «Padre della Patria, autore della libertà parmigiana». In seguito accorse in aiuto dello Sforza contribuendo alla presa di Piacenza.
Nel 1448, dopo aver sconfitto i veneziani in battaglia navale sul Po a Casalmaggiore, dovette affrontare la ribellione dei parmensi che temevano di perdere la loro indipendenza e divenire sudditi dello Sforza. Pier Maria e Francesco decisero allora di radunare le loro forze presso Felino, ma vennero attaccati di sorpresa il 17 gennaio 1449, ferendo il Rossi ad un braccio e ad una gamba e obbligandolo a ritirarsi nel castello di Felino. Una volta che fu ristabilito Pier Maria contrattaccò l'esercito parmigiano battendolo separatamente dopo averlo diviso con abile strategia e permettendo a Francesco Sforza di rioccupare Parma.
Nel 1450 Pier Maria fu ancora al servizio dello Sforza a difesa dei confini orientali del ducato di Milano, minacciati dai veneziani, permanendo al servizio del duca sino alla pace di Lodi del 1454.
Nel 1471 fu inviato come ambasciatore di Galeazzo Maria Sforza presso papa Sisto IV per felicitarsi della sua ascesa al soglio pontificio. Alla morte del duca, essendo il nuovo sovrano Gian Galeazzo Maria ancora in minore età, Pier Maria fu chiamato a far parte del triumvirato che sostenne e protesse il giovane, schierandosi con la duchessa Bona di Savoia e Cicco Simonetta, ma il prevalere della posizione dello zio di Gian Galeazzo, Ludovico il Moro, segnò la rovina delle fortune del conte e del casato dei Rossi.
Ludovico realizzò un'alleanza con i Sanvitale, i Pallavicino e i Da Correggio muovendo guerra al Rossi, nel gennaio 1482 le truppe sforzesche capitanate dal figlio naturale del duca e da Gian Giacomo Trivulzio marchese di Vigevano invasero la bassa parmense e cinsero di assedio la rocca di San Secondo, residenza della famiglia di Pier Maria.
Il conte, nonostante fosse in età avanzata e di salute malferma, si difese strenuamente di fronte alle artiglierie ducali, riuscendo anche con alcune sortite a respingere le forze assedianti al di là del corso del fiume Taro e del torrente Rovacchia, riuscendo nel febbraio del 1482 a imprigionare intere squadre di armigeri. Vista l'impossibilità di espugnare San Secondo, Il Trivulzio decise di cambiare strategia e di porre d'assedio una per una le rocche di pianura e montagna del Rossi; questa nuova strategia si rivelò vincente, nonostante Pier Maria continuasse a difendersi valorosamente. Dopo la perdita del castello di Roccabianca, lasciò il comando della rocca di San Secondo al figlio Guido per ritirarsi a Torrechiara dove morì il primo settembre 1482. Fu tumulato nell'oratorio palatino di San Nicodemo nel castello, dove era già stata sepolta Bianca.
Pier Maria fece erigere numerosi edifici nel parmense: tra il 1448 e il 1460 il castello di Torrechiara (allora chiamata Rocca di Torchiara), con la cosiddetta Camera d'Oro creata per l'amante Bianca Pellegrini; nello stesso periodo ricostruì il castello di San Secondo e, più tardi, fece edificare la Rocca dei Rossi a Roccabianca, dedicata anch'essa all'amata Bianca Decise anche la realizzazione di alcune chiese: a Felino la chiesa di San Pietro Apostolo (1454), a Torrechiara quella di San Lorenzo (1455), a San Secondo la collegiata della Beata Vergine Annunciata (1450), a Lesignano una chiesetta e i bagni termali (1474), a Roccabianca la chiesa di San Bernardino (1479). Si diceva che Pier Maria Rossi possedesse 27 castelli nelle terre di Parma e Piacenza.
Il castello di Roccabianca e quello di Torrechiara furono, rispettivamente residenza invernale ed estiva dell'amante Bianca Pellegrini, mentre la rocca di San Secondo fu la dimora della moglie Antonia Torelli e della famiglia.

## Discendenza
Pier Maria e Antonia ebbero nove figli:
- Giovanni de' Rossi (1431-1502) figlio primogenito, diseredato dal padre;
- Roberto (?-1541);
- Donella (1435-post 1483), sposa di Giberto III Sanvitale;
- Giacomo, (1436 - post 1483) condottiero;
- Guido de' Rossi (1440 circa-1490), condottiero e suo successore;
- Ugolino (1447-1498), religioso, canonico del Capitolo della Cattedrale di Parma;
- Bernardo (1432-1468), vescovo di Cremona e Novara;
- Eleonora;
- Maria Bianca.

Ebbe anche due figli naturali:
- Orlando;
- Bertrando (1429 - 1502) conte di Berceto.

## Altre notizie
- A Parma gli è intitolato l'omonimo viale di circonvallazione del centro storico che collega piazzale Risorgimento con piazzale Vittorio Emanuele II.
- Nonostante il figlio primogenito Giovanni fosse stato diseredato dal padre, fu lui e non Guido, il successore designato, a rientrare in possesso di buona parte dei feudi rossiani appartenuti al padre.
- La contrada della Dragonda, partecipante al palio delle contrade di San Secondo, deve il suo nome alla scritta apposta sulla polena collocata sulla prua della galea che trasportò Pier Maria II durante la vittoriosa battaglia fluviale sul Po contro i veneziani svoltasi nel 1448.[6]